# Вентерсдорп
Вентерсдорп (на африкаанс: Ventersdorp) е град, разположен в окръг Кенет Каунда, Северозападна провинция, РЮА. Административен център на община Вентерсдорп. Населението му е 4204 души (по данни от преброяването от 2011 г.).

## История
Градът е основан през 1866 година.

## Личности
Родени
- Йожен Тер'Бланш (31 януари 1944 - 3 април 2010), лидер на АДС